# Shaun Choo
Shaun Yung Sheng Choo (* 8. Februar 1991 in Singapur) ist ein singapurischer Pianist und Komponist.

## Biografie
Shaun Choo begann im Alter von sieben Jahren mit dem Klavierspiel. Im Jahr 2005 schloss Shaun Yung Sheng Choo seine musikalische Ausbildung an der Musikhochschule Singapur im Alter von vierzehn Jahren mit Auszeichnung bei Lena Ching ab. Von da an setzte er sein Studium bei Karl-Heinz Kämmerling und Andreas Weber an der Kunsthochschule für Musik, dem Mozarteum in Salzburg fort. Choo errang international mehrfach erste Preise und Platzierungen, wie 2006 beim Rotary Jugend-Musikpreis des RC Friedrichshafen-Lindau, 2009 beim Grotrian Steinweg Wettbewerb in Beijing, 2010 beim ZF-Musikpreis in Friedrichshafen und bei etlichen Chopin-Wettbewerben in Budapest, China und Frankreich. 2007 feierte Choo im Rahmen des Internationalen Klavierfestivals junger Meister sein Orchesterdebüt. Am 4. Oktober 2012 errang Choo die erste Platzierung beim 2. internationalen Asia-Pacific Chopin Klavierwettbewerb in Daegu. Ebenfalls spielte er beim internationalen Chopin-Wettbewerb in Warschau, wo er jedoch noch in der ersten Runde ausgeschieden ist. Er konzertierte bereits auf Bühnen in Europa, Asien und in den USA, dabei bereits mit sehr renommierten Musikgruppen, darunter der Südwestdeutschen Philharmonie Konstanz, dem China National Symphony Orchestra, Mozarteumorchester Salzburg und dem Leipziger Akademischem Orchester. Er lehrt außerdem als Professor an der Chun-Universität und ist Stipendiat des Singapore National Arts Council Artistic Bursary. Des Weiteren wurde Choo Zweiter beim 21. Internationalen Wettbewerb „Flame“ in Paris 2012 sowie 2009 beim Blüthner Klavierwettbewerb in Wien. Ebenfalls wurde er 2009 mit dem dritten Platz beim nationalen Klavierwettbewerb in Singapur ausgezeichnet. Shaun Choo war Gast bei vielen berühmten Klavierfestivals, wie den Schwetzinger Festspielen, dem Duszniki Chopin Piano Festival und dem Warsaw Chopin Festival. Außerdem gab Choo Meisterkurse in seiner Heimat sowie im Ausland. Ebenfalls assistierte er bei der internationalen Sommerakademie des Mozarteums. Seine komponierten Stücke werden regelmäßig auf landes- und bundesweiten Wettbewerben vorgespielt, wie z. B. auf Bundesebene von Jugend musiziert.

## Auszeichnungen
- 2006: Erster Platz beim Rotary Jugend-Musikpreis des RC Friedrichshafen-Lindau
- 2009: Erster Platz beim Grotrian Steinweg Wettbewerb in Beijing
- 2009: Zweiter Platz beim Blüthner Klavierwettbewerb in Wien
- 2009: Dritter Platz beim nationalen Klavierwettbewerb in Singapur
- 2010: Erster Platz beim ZF-Musikpreis in Friedrichshafen
- 2012: Zweiter Platz beim internationalen Wettbewerb "Flame" in Paris
- 2012: Erster Platz beim 2. internationalen Asia-Pacific Chopin Klavierwettbewerb in Daegu